# An Annapolis Story
Pour les articles homonymes, voir Annapolis (homonymie).
Pour plus de détails, voir Fiche technique et Distribution.
An Annapolis Story est un film américain réalisé par Don Siegel, sorti en 1955.

## Fiche technique
- Titre : An Annapolis Story
- Réalisation : Don Siegel
- Scénario : Daniel B. Ullman et Daniel Mainwaring
- Photographie : Sam Leavitt
- Montage : William Austin
- Musique : Marlin Skiles
- Pays d'origine : États-Unis
- Format : Couleurs - 1,85:1 - Mono
- Genre : drame
- Date de sortie : 1955

## Distribution
- John Derek : Anthony J. 'Tony' Scott
- Diana Lynn : Peggy Lord
- Kevin McCarthy : James R. 'Jim' Scott
- Alvy Moore : Willie 'Seaweed' Warren
- Pat Conway : Tim Dooley
- L. Q. Jones : Watson
- John Kirby : Pete Macklin
- Barbara Brown : Mme Scott
- Fran Bennett (en) : Connie Warren
- Betty Lou Gerson : Mme Lord
- Robert Osterloh : Aspirant Laisson
- John Doucette : Coach de boxe
- Don Haggerty : Prentiss
- Tom Harmon : Annonceur
- William Schallert : instructeur de Tony (scenes deleted)
- James Anderson : Instructeur (non crédité)
- Richard Carlson : Narrateur (voix) (non crédité)
- Dabbs Greer : Halleck (non crédité)
- Don Keefer : Officier de l'armée de l'air (non crédité)
- Sam Peckinpah : Pilote (non crédité)
- Richard Travis : Wilson (non crédité)